# 울프 필고르

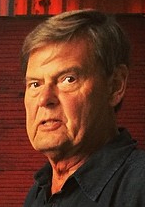

울프 필고르(덴마크어: Ulf Pilgaard, 1940년 11월 15일~2024년 10월 28일)는 덴마크의 배우이다.

## 영화
- 캔디데이트(2008년) - 마틴 쉴러 역
- 템플 기사단의 잃어버린 보물 2(2007년)
- 선생님은 외계인(2007년)
- 템플 기사단의 잃어버린 보물(2006년)
- 렘브란트(2003년)
- 유산(2003년)
- 오픈 하트(2002년)
- 사막의 보석(2001년)
- 어머! 물고기가 됐어요(2000년)
- 보디 스위치(1995년)
- 나이트워치(1994년)
- 어메이징 스토리(1985년)
- 올슨 반덴의 보석 강도(1968년)